# Stephen Keshi Stadium
Stephen Keshi Stadium – wielofunkcyjny stadion w Asabie, w Nigerii. Budowę stadionu zainaugurowano w 2001 roku, jednak przez długi czas nie udawało się ukończyć projektu i niedokończony obiekt pozostawał opuszczony. W latach 2012 i 2016 na stadionie zorganizowano obóz dla osób, które w wyniku powodzi straciły dach nad głową. Ostatecznie budowę stadionu ukończono w 2018 roku w związku z organizacją na obiekcie lekkoatletycznych Mistrzostw Afryki, które odbyły się w dniach 1–5 sierpnia 2018 roku. Pojemność stadionu wynosi 22 000 widzów.